# Massacre de Lucanamarca
O massacre de Lucanamarca foi o assassinato de 69 camponeses da cidade peruana de Santiago de Lucanamarca e seus arredores em 3 de abril de 1983 na região de Ayacucho, Peru. O massacre foi perpetrado pelo Sendero Luminoso, a organização maoísta que deu início à era sangrenta do terrorismo no Peru.
Décadas depois do massacre, Abimael Guzmán, líder do Sendero Luminoso,  alegou que o massacre foi uma resposta a uma "ação militar reacionária". Guzmán foi condenado a prisão perpétua em 2006 por diversos crimes, incluindo o massacre, onde ele foi apontado como o responsável por ordenar que ocorresse.

## Fatos preliminares
Em 17 de maio de 1980, o Sendero Luminoso iniciou uma guerra contra o estado peruano. Embora a princípio a maioria dos Huancasanquinos apoiasse os comunistas, seus excessos e abusos com a população mudaram essa tendência, e a comunidade se organizou para enfrentá-los.
Em 22 de março de 1983, vários membros das rondas camponesas (organização de autodefesa surgida entre os camponeses) assassinaram Olegario Curitomay, comandante senderista, em Lucanamarca, pequeno povoado da província de Huanca Sancos, localizado em Ayacucho. Levaram-no para a praça principal da cidade, apedrejaram-no, esfaquearam-no e incendiaram-no para acabar com ele com um tiro.
Ao que tudo indica, esse fato está na origem da crueldade de Sendero para com a população de Lucanamarca.

## O massacre
No dia 3 de abril, um contingente de 60 militantes do Sendero Luminoso entrou na província de Huanca Sancos, nas cidades de Yanaccollpa, Ataccara, Llacchua, Muylacruz e Lucanamarca, onde, a pretexto de impor uma "sanção exemplar" à sua população, matou 69 pessoas. Dos mortos, 18 eram crianças, incluindo uma que tinha apenas seis meses de idade.  A maioria das vítimas morreu de feridas de facão e machado, e algumas foram baleadas à queima-roupa na cabeça. Os membros do Sendero Luminoso também queimaram os aldeões com água fervente.